# Чемеков, Игорь Семёнович
И́горь Семёнович Чеме́ков (3 октября 1916, Котельнич, Вятская губерния, Российская империя ― 24 декабря 1998, Минск, Белоруссия) ― советский поэт, прозаик, очеркист, член Союза писателей СССР с 1966 года. Редактор Центрально-Чернозёмного книжного издательства (1964―1966), заместитель ответственного секретаря Воронежской областной писательской организации (1968―1972).

## Биография
Родился 3 октября 1916 года в городе Котельнич ныне Кировской области. Его дед ― зажиточный мариец д. Куськино ныне Сернурского района Марий Эл, отец ― учитель-аграрий, работавший в волостях Уржумского уезда Вятской губернии, мачеха — заслуженный учитель школы РСФСР О. И. Чемекова (Мурина), брат ― Л. С. Чемеков, директор Параньгинской МТС Марийской АССР. 
Инвалид с детства, образование получал в школах с. Кукнур Сернурского района, п. Новый Торъял, гг. Звенигово и Козьмодемьянска ныне Марий Эл.
В 1941 году окончил Мичуринский плодовоовощной институт в Тамбовской области.
В 1941―1942 годах ― преподаватель сельхозтехникума в г. Козьмодемьянске. Более 20 лет проработал в сельском хозяйстве: в 1942―1951 годах ― заведующий подсобным хозяйством, агроном, пчеловод (гг. Челябинск, Обоянь Курской области, Боровский район Калужской области), в том числе в 1951―1959 годах ― директор плодопитомнического совхоза (Большесолдатский район Курской области, г. Суздаль Владимирской области).
В 1964―1966 годах ― редактор Центрально-Чернозёмного книжного издательства (г. Воронеж). 
В 1968―1972 годах ― заместитель ответственного секретаря Воронежской областной писательской организации.
С 1984 года проживал в г. Минске. Скончался там же 24 декабря 1998 года.

## Литературное творчество
Писать начал с 1948 года.
В 1966 году принят в Союз писателей СССР.
Является автором нескольких книг прозы: «Ветер с полудня» (1965), «Светло осеннею порою» (1969), «Сенокос» (1973), «Лето красное» (1975), «На рассвете» (Москва, 1979, 1985).
В 1991 году выпустил в свет сборник стихов «Непойманная птица».
Впечатления детских и юношеских лет вошли в книгу «Гори, костёр неугасимый», изданную в 1986 году.

## Основные произведения
Далее представлен список основных произведений писателя: 
- Ветер с полудня: Роман / [Ил.: Г. Д. Попов]. ― Воронеж: Центр.-Черноземное кн. изд-во, 1965. ― 278 с.: ил.
- Светло осеннею порой: Повесть / [Ил.: Н. Семенихин]. ― Воронеж: Центр.-Чернозем. кн. изд-во, 1969. ― 287 с.: ил.
- Сенокос: Повесть: Рассказы: Очерки / [Ил.: В.И. Сумина]. ― Воронеж: Центр.-Чернозем. кн. изд-во, 1973. ― 278 с.: ил.
- Лето красное / [Худож. С. Глебова]. ― Воронеж: Центр.-Чернозем. кн. изд-во, 1975. ― 302 с.: ил.
- На рассвете: Повесть / [Предисл. Е. Носова]. ― Москва: Современник, 1979. ― 317 с.
- Гoри, кoстёр неугасимый: Повесть, рассказ. ― Воронеж: Центр.-Чернозем. кн. изд-во, 1986. ― 188 с.: ил.

## Признание
- Медаль «За доблестный труд. В ознаменование 100-летия со дня рождения Владимира Ильича Ленина» (1970)
- Почётная грамота Президиума Верховного Совета РСФСР (1976)[1]